# Старая Кулатка
Ста́рая Кула́тка (тат.  Иске Кулаткы) посёлок городского типа в России, административный центр Старокулаткинского района Ульяновской области.
Население — 4344 (2021)

## География
Село расположено на речке Кулатка, в 220 км от Ульяновска, в 120 км юго-западнее Сызрани.

## История
Название села имеет татарские корни (тат. İske Qulatqı, Иске Кулаткы).
Деревня Кулатка заселялась в несколько этапов, в 1704—1718 годах. Заселялись мурзы со своими приближенными служилыми татарами, которые переселялись в этот район из Тамбовской губернии, Касимова, Симбирска и Казани.
По архивным документам, заселение произошло в 1704 году 10 января. Мурза Уразгильди Усеев со своими приближёнными, также служилыми людьми, согласно указу, в «диком поле» у деревни Кулатка получили по 1,5 десятины земли в поле, сенных покосов по 55 четвертей и земли для постройки жилья каждому. Следующее заселение деревни Кулатка состоялась 25 января 1704 года. На этот раз мурза Байгильди Вакмиев и его конные всадники получили от царя по 50 четвертей пашенных земель в поле, по 12,5 десятин земли для сенных покосов и земли для усадеб и надворных построек. В 1718 году в июне мурза (мурза приравнивался к офицерскому званию царской армии) Биктимер Сунчелеев с другими служилыми людьми («всего 28 человек») получили по 50 четвертей пашенной земли в поле, сенных покосов из расчёта 1000 копён сена, земли для постройки дворовых усадеб и придворных построек каждому. На каждом этапе заселения мурзы и их приближённые получали земельные участки в зависимости от уровня заслуг на службе; чем выше была заслуга мурзы перед отечеством, тем больше земли он получал от держателя власти.
В 1861 году Старая Кулатка входила в состав Хвалынского уезда Саратовской губернии, в которой насчитывалось 500 дворов. Население состояло из 1669 мужчин и 1369 женщин. Действовало 7 мечетей и 1 медресе.
В 1928 году село Старая Кулатка стало центром Старокулаткинского района.
В 1943 году — в Ульяновской области.
Статус посёлка городского типа — с 1968 года.
В 2005 году административный центр Старокулаткинского городского поселения.

## Население
Динамика численности населения по годам:
| Годы      | 1859 | 1897 | 1911 | 1939 |
| --------- | ---- | ---- | ---- | ---- |
| Население | 3305 | 5212 | 6712 | 4679 |

| 1959  | 1970  | 1979  | 1989  | 2002  | 2009  | 2010  |
| ----- | ----- | ----- | ----- | ----- | ----- | ----- |
| 4350  | ↗5193 | ↗5494 | ↗5925 | ↗6075 | ↘5457 | ↗5685 |
| 2012  | 2013  | 2014  | 2015  | 2016  | 2017  | 2018  |
| ↘5589 | ↘5453 | ↘5306 | ↘5146 | ↘5037 | ↘4959 | ↘4878 |
| 2019  | 2020  | 2021  |       |       |       |       |
| ↘4759 | ↘4643 | ↘4344 |       |       |       |       |

Численность трудовых ресурсов составляет 2872 чел., из них заняты в экономике 1469 чел., в прочих отраслях — 2006 чел.
Национальный состав
Татары.

## Инфраструктура
В Старой Кулатке: 2 средние школы, 2 детских сада, механико-технологический колледж (центр образования южного округа Ульяновской области), Дом культуры, школа искусств, музей, 1 библиотека, 3 парка (1 в заброшенном состоянии), стадион. Издаётся татарская районная газета «Күмәк көч». Рядом с селом находится аэродром «Старая Кулатка», обслуживающие, в основном, самолёты, занятые на сельхозработах.

## Экология и природные ресурсы
В недрах Старокулаткинского района имеются залежи нефти, которые в настоящее время находятся в стадии промышленной разработки, имеются залежи природного мела, разработки которых из-за отсутствия инвестиций приостановлены, глины, пригодной для производства строительного кирпича, а также имеются залежи песка, гравия, щебня пригодные для дорожно-строительных работ.
По аншлагу Старокулаткинский район расположен на равнинно-горной местности, покрытой лесными массивами, по составу на лесных площадях преобладают смешанные лиственные породы.
На территории района протекают реки Кулатка, Терешка, Избалык и другие мелкие речки. 
В районе расположен государственный зоологический заповедник на землях СПК «Новозимницкий», «Дружба» и землях Павловского района, который сохраняет естественную среду обитания животного и растительного мира на площади 22 тысячи га.
В районе продолжается перевод котельных с мазута, угля на газовое топливо, что способствует уменьшению загрязнения атмосферного воздуха, так в 1997 году было выброшено в атмосферу 500 тонн загрязняющих веществ, в 2002 году — 80 тонн.

## Религия
В селе пять мечетей

## Известные жители и уроженцы
- Абдразяков, Абдулхак Асвянович (1915—1984) — председатель Совета министров Татарской АССР (1959—1966);
- В посёлке родился Герой Советского Союза Наджиб Нугаев;
- В посёлке вырос Валентин Хусаинович Улюкаев, отец экс-министра экономического развития России А. В. Улюкаева[25][26][27].
- Носырева-Исаева Раиса Кузьминична (1939—2023) — советская и российская актриса театра. Актриса Республиканского русского драматического театра Марийской АССР (1969―2008). Заслуженная артистка Российской Федерации (2011). Народная артистка Республики Марий Эл (1998). Член КПСС.

## Достопримечательности
- Старокулаткинский историко-краеведческий музей имени Хамзы Абдулхаковича Аблязова (открыт в 1974 году[28]).